# Provincia de Jemtia
La provincia de Jemtia (en sueco: Jämtlands län) es una de las veintiuna provincias (län) de Suecia. Está ubicada al oeste del país y forma parte de la frontera con Noruega.
Se compone de territorios de las antiguas provincias históricas de Angermania, Dalecarlia, Jemtia, Helsingia, Herdalia y Laponia. Perteneció a Noruega hasta 1645. La capital es Östersund. Cuenta con un gobierno civil o länsstyrelse, el cual es nombrado por el gobierno. También posee una diputación provincial o landsting, la cual es la representación municipal nombrada por el electorado de la provincia.

## Historia
Excepto por un período (1563–70), Jämtland formó parte de los dominios noruegos de Dinamarca hasta 1645.
Jemtia y Herdalia han estado separadas y juntas administrativamente a lo largo de la historia. Herdalia fue una parte integral temprana de Trøndelag, mientras que Jemtia fue independiente sólo antes de 1178, cuando se anexionó a Noruega tras la batalla del lago Stork, pero seguía siendo una parte administrativa de Noruega y gobernada por un todo, Jamtamot. Jemtia tenía el mismo estatus en la "Norgesveldet" que, por ejemplo, Islandia, las Islas Shetland, las Islas Orcadas y las Islas Feroe, hasta finales del siglo XV. 
Jemtia también dependía eclesiásticamente de la archidiócesis de Upsala, mientras que Herdalia pertenecía a la diócesis de Nidaros. Más tarde, Jemtia se incorporó a Trondhjems len, uno de los cuatro condados con castillo de Noruega, y a la diócesis de Nidaros. Esto se debió en gran medida al fortalecimiento de la administración que siguió a la toma de posesión de Noruega por parte de Dinamarca en 1536, pero sobre todo a las guerras entre Dinamarca y Suecia que se libraron en los condados.
Después de que Jemtia y Herdalia cayeran en manos de Suecia en la Paz de Brömsebro en 1645, Herdalia pasó a formar parte de la provincia de Hudiksvall y Jemtia pasó a formar parte de la provincia de Härnösand. Esta división duró 13 años hasta que se firmó la Paz de Roskilde en 1658, cuando Suecia obtuvo Trøndelag y Jemtia-Herdalia volvieron a estar en la provincia de Trondheim, pero ahora en Suecia. Sin embargo, fue una unidad muy efímera, ya que estalló la guerra y después, mediante la Paz de Copenhague, Trøndelag volvió a ser danesa. Jemtia y Herdalia pasaron entonces a formar parte de la provincia de Vestronorlandia y permanecieron así hasta 1762, cuando la provincia de Gävleborg con Herdalia se separó de la provincia de Vestronorlandia.

## Política
La Junta Administrativa de la provincia de Jämtland está organizada en departamentos y se administra en consecuencia:
- Fondos estructurales de la Unión Europea;
- Economía regional y desarrollo empresarial;
- Naturaleza, cultura y cría de renos;
- Medio ambiente y pesca; y
- Servicios gubernamentales de agricultura.

## Geografía
El territorio de la provincia está drenado por los ríos Ljungan, Indalsälven, Ångermanälven y Ljusnan; Storsjön es el más grande de sus muchos lagos. El condado de Jämtland es un territorio sin salida al mar situado en el corazón de la península escandinava, en el norte de Europa. Limita con el condado de Dalarna al sur, el condado de Gävleborg al sureste, el condado de Västernorrland al este, el condado de Västerbotten al norte y el condado noruego de Trøndelag al oeste. En la parte occidental del condado se encuentra el río Kölen, que atraviesa todo el condado de Jämtland y que, desde el Tratado de Brömsebro de 1645, constituye la frontera terrestre entre Noruega y Suecia.
Los tres ríos principales del condado, Ljusnan, Ljungan e Indalsälven, nacen en la cadena montañosa y fluyen hacia el este, hacia la costa de Norrland y hacia el mar de Bothnian. El Klarälven también comienza su viaje hacia el sur en el oeste de Härjedalen. Todos los ríos y arroyos del condado cubren una distancia de 280 kilómetros.
El lecho rocoso de la parte oriental del condado está formado por urberg y se extiende desde Flåsjön en el norte hasta Brunfloviken y más al sur. El lecho rocoso de la parte oriental está formado por gneis, diabasa, anfibolita, pizarra de arrecife y, en la parte sureste, por granito de ratán.
La parte central de la comarca, la zona del Silúrico Ecuatorial Central, se extiende alrededor del lago Storsjön y también más al norte hacia Ström y al sur hacia Klövsjö/Skorvdalsfjällen. El lecho rocoso está formado por pizarra del Cámbrico y del Silúrico mezclada con piedra caliza, lo que ha hecho que esta zona sea muy fértil.
La región montañosa comienza al oeste del lago Storsjön y forma la parte oriental de la cadena montañosa incluida en las Caledónidas. La montaña más alta es Helagsfjället, un macizo de gneis que es la montaña más alta del sur de Suecia. El condado cuenta con varias mesetas montañosas, de las cuales Flatruet es la más famosa, con 975 metros sobre el nivel del mar y la carretera pública más alta de Suecia. El pueblo más alto de Suecia también se encuentra en el condado, Högvålen, en la parte sur. Hay muchos valles entre la cadena montañosa y la costa occidental hacia el mar de Noruega, lo que desempeña un papel importante en el clima de las partes centrales, que se considera localmente marítimo.
Cuando la última capa de hielo se retiró hace más de 10 000 años, dejó tras de sí grandes cantidades de suelo, roca y cantos rodados. El material depositado directamente por el hielo se conoce como morrena, que es con mucho el tipo de suelo más común en el condado. El condado también cuenta con amplias zonas de turba y pantano.
El 9% (4.500 km²) de la superficie del condado está ocupado por sus más de 17.000 lagos, siendo el lago Storsjön el mayor del condado y el quinto de Suecia. Se dice que Storsjön alberga el Storsjöodjur, que estuvo protegido durante veinte años entre 1986 y 2006

## Municipios
|  | - Åre - Berg - Bräcke - Härjedalen - Krokom - Östersund - Ragunda - Strömsund |

## Economía
El núcleo de la provincia se presta a la agricultura. La industria láctea es una ocupación principal, junto con la extracción de canteras.